# みここ!
『みここ!』（みここ）は、しとろんソフトより2009年2月27日に発売されたアダルトゲームである。

## ゲームシステム
巫女との恋愛を描いたテキストアドベンチャーゲーム。いずれのヒロインもそれぞれ個性的な巫女装束や衣装が用意されており、Hシーンの差分も用意されている。

## あらすじ
縁結びの神「巫女神」の町として知られる恋守町。
その町に住む主人公・和泉 尊は知り合いの女性が皆巫女であるということもあり、彼女達との関係に悩んでいた。
ある日、恋守町に小夜という変わった少女が転校してきた。

## 登場人物
和泉 尊（いずみ たける）
主人公。学園二年。心菜の実家である蒼衣神社のそばに住む。かなりのラッキーボーイで、心菜とは正反対。幼なじみ全員が巫女という特殊な環境もあって恋愛に対して複雑な感情を持っている。夢の中で巫女神のお告げを聞いたことで、次期巫女神の選定者に選ばれる。
蒼衣 心菜（あおい ここな）
声：夏野こおり
尊の幼馴染。主人公の自宅のそばにある蒼衣神社の巫女。清純な人物だが、運が無く、災難に遭いやすい上にそそっかしい性格の持ち主。しばしば尊といちゃつく陽菜乃や、胸を度々揉まれる華蓮に軽く嫉妬している。
白神 暖音（しらかみ あいね）
声：都笠笑美
尊の先輩。面倒見がよく慕われているが、少々強引。町一番の神社である白神神社の巫女。尊たちからは「あいねえ」、「あいねえさん」などと呼ばれている。
妹の陽菜乃を愛しているが、陽菜乃の胸の大きさに嫉妬している。
白神姉妹の巫女服はフリルがついているなどアレンジがなされている。
白神 陽菜乃（しらかみ ひなの）
声：新堂真弓
主人公の後輩。同じく白神神社の巫女。暖音の妹で、前向きで努力家、明るい性格の持ち主。主人公のことを慕っており、よく抱きついてくる。
朱雀野 華蓮（すさがの かれん）
声：風音
尊と心菜共通の友人。実家である朱雀野神社が零細神社であるため、金儲けの企画を立てては失敗している。しばしば主人公宅に上がり込んでは勝手にパソコンやゲームを使用した挙げ句そのまま寝落ちしたり、主人公の食事を強奪したりしている。自身が貧乳であることをかなり気にしている。母親は幼少期に亡くなっており、現在は父親しかいない。
武上 小夜（たけがみ さよ）
声：井村屋ほのか
尊の学園の転校生。新たなる巫女の神の選定するよう尊に命じた。現巫女神であり、およそ百年以上の月日を生きて来た。神であるため、神通力に近い様々な能力を持つが、近年力が衰えつつあるため、次代の巫女神の選定のため町に来た。基本クールだが、財布を落として探し回る内に道に迷って隣町に言ってしまったり、自身を助けた主人公に褒美として金（きん）を与えようとして誤って金髪である華蓮を自転車ごと召還するなど少々ドジ。時代がかった話し方をする。周囲には天羽（あまはね）と行う場所から転入して来たと説明している。好物は本人曰くぬか漬けとミルクティー。両方同時でもいけるらしい。少し前に人里に降りた際に現代の知識を身に付けるためとある学園に潜り込み、その学園の制服をそのまま着ている（主人公たちの学園への入学に制服の調達が間に合わなかったため）。
タマ
声：大波こなみ
小夜の眷属。本人は犬（狛犬）と言い張っているが、見た目は東京及び福岡銘柄のひよこまんじゅうにしか見られない。小夜を含めた多くの関係者に雑に扱われている。実際は正式な神名があるが長いからという理由で省略され、「タマ」と呼ばれている。

## 用語
恋守町（こいもりちょう）
主人公たちが住む海と山に囲まれた地方都市。元々小さな漁師町だったが、町に伝わる伝説によれば、一人の巫女（初代巫女神）と一人の男性が愛しあい、互いに町の発展に尽くした事で、飢饉に苦しんでいた村人たちも勇気づけられ、奮起したことで漁港を中心に発展した。町内には多くの神社があり、いずれの神社でも巫女神が祭神として祀られている。恋愛成就の御利益があるとされており、多くの観光客が訪れる。また、伝説が町の発展と共に全国に広まったことで、いわゆるパワースポットとして知られるようになり、縁結びの女神さまが住む町と言い伝えられている。
蒼衣神社（あおいじんじゃ）
心菜の実家の神社。主人公宅の裏山の石段を上がった頂上付近にある。境内からは海も眺められるなど眺望に優れるため、観光客が多く訪れる場所。本編の主人公の独白によれば、心菜が主人公と花火をした際に打ち上げ花火を盛大に倒し、そばにあった灯油缶に引火、危うく消失しかけたが主人公宅に運良く消火器が二本あり、さらにたまたま別の火事で出動した消防車が通りがかり、その上雨が降ったため、事なきを得た。
朱雀野神社（すざくのじんじゃ）
華蓮の実家の神社。町で一番の零細神社。かなり規模が小さく本人曰わく社の敷地面積は僅か二十坪ほど。参拝客も少なく財政は厳しい。
白神神社（しらかみじんじゃ）
暖音や陽菜乃の実家。町で最も由緒正しい神社。裏山全体が鎮守の森として神社の敷地になっている。町を代表する観光地の一つであり参拝客も多い。
巫女神
町の神社で祀られている祭神。元々人間の巫女だった女性とそのパートナーの二柱の神々が神格化された現人神。そのため元々神霊として生まれた他の神々とは違って神の力に限りがあり、任期は約百年（ちょうど一世紀）ほど。そのため百年に一度の巫女神祭で新しい巫女神が選定され、先代の承認のもと、代替わりすることになっている。なお、本来百年生きているはずの小夜が若い少女の姿でいることから、代替わりの時点で人から神になるものと思われる。現在の小夜で六代目。いずれの巫女神も町内の巫女の中から選ばれることになっている。
巫女神祭
百年に一度行われる祭。巫女神の代替わりを祝う祭。小夜とタマの解説によれば先代の巫女神が選定した男性が先代に神気を与えられ、町内の巫女たちの中から一人の伴侶を選び、愛し合って彼女と性行為を行い、神気を注ぐことで神となり、先代の巫女神に承認されて正式に巫女神になるもの。なおこの儀式の部分は一般には知られていない。

## 主題歌

### オープニングテーマ
「じょうずにできる恋愛成就」
作曲：REDALiCE
作詞・歌：新堂真弓

## スタッフ
- 原画：雛祭桃子
- シナリオ：海原楓太、鯉川こい